# 拉弗雷吉蒙圣马丹
拉弗雷吉蒙圣马丹（法語：Lafresguimont-Saint-Martin，法語發音：[lafʁɛɡimɔ̃ sɛ̃ maʁtɛ̃]）是法国上法蘭西大區索姆省的一个市镇，属于亚眠区。

## 地理
拉弗雷吉蒙圣马丹（49°48'55"N, 1°48'32"E）面积26.54 平方千米，位于法国上法蘭西大區索姆省，该省份为法国北部沿海省份，北起加来海峡省和北部省，西接滨海塞纳省和大西洋英吉利海峡，南至瓦兹省，东临埃纳省。
与拉弗雷吉蒙圣马丹接壤的市镇（或旧市镇、城区）包括：欧马勒、埃勒库尔、新博康、旧博康、布罗库尔、德罗梅尼勒、戈维尔、奥尔努瓦堡、莫维莱尔圣萨蒂南、布雷勒河畔圣日耳曼、维莱康普萨尔。
拉弗雷吉蒙圣马丹的时区为UTC+01:00、UTC+02:00（夏令时）。

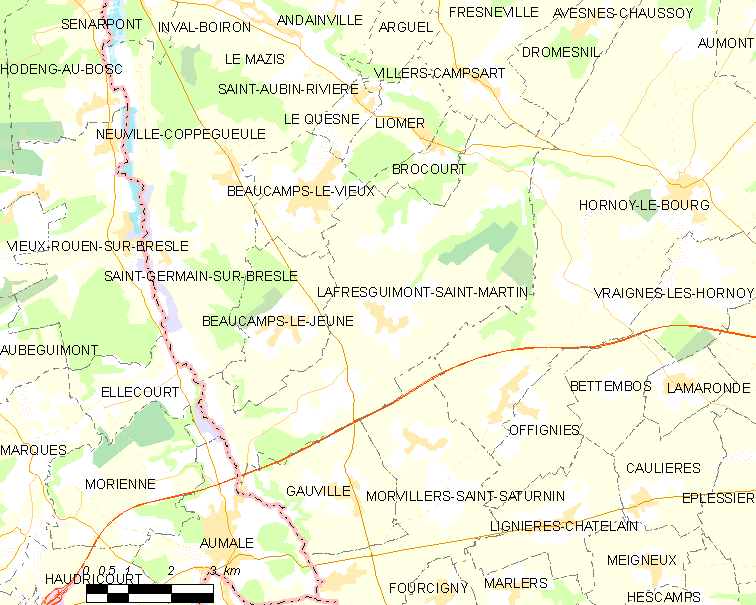
拉弗雷吉蒙圣马丹的OSM定位图

## 行政
拉弗雷吉蒙圣马丹的邮政编码为80430，INSEE市镇编码为80456。

## 政治
拉弗雷吉蒙圣马丹所属的省级选区为皮卡第地区普瓦县。

## 人口

1962-2008年间拉弗雷吉蒙圣马丹人口变化图示

拉弗雷吉蒙圣马丹于2022年1月1日时的人口数量为556人。